# Веселинівський районний краєзнавчий музей
Весели́нівський райо́нний краєзна́вчий музе́й — історико-краєзнавчий музей, що знаходиться в селищі Веселиновому Вознесенського району Миколаївської області. Підпорядковується відділу культури райдержадміністрації.

## Історія
Відкритий 9 травня 1991 року. Серед ініціаторів створення музею — М. Подима (1-й директор), А. О. Головатий, О. Дейнега, Ф. Кугук, Н. Пєтухова.

## Експозиція
Фонд музею нараховує близько 3 тисяч експонатів, розташованих у 9 залах, серед них — фото, документи, нагороди, зброя, галерея картин Г. І. Бєльцова, посуд, реманент, одяг, художня вишивка тощо; стенд про Б. М. Мозолевського; представлено також посуд, реманент, одяг, художню вишивку, ткацький верстат, колиски, рублі, люльки.
У 2003 році відкрито експозицію «Забуттю не підлягає: Хроніка комуністичної інквізиції». 
Музей організовує виставки робіт місцевих художників і майстрів народної творчості, зустрічі з письменниками та композиторами краю, конференції, уроки мужності, зустрічі за круглим столом, конкурси фронтових пісень.

## Директор
- Бурим Юрій Петрович.